# كلابشة

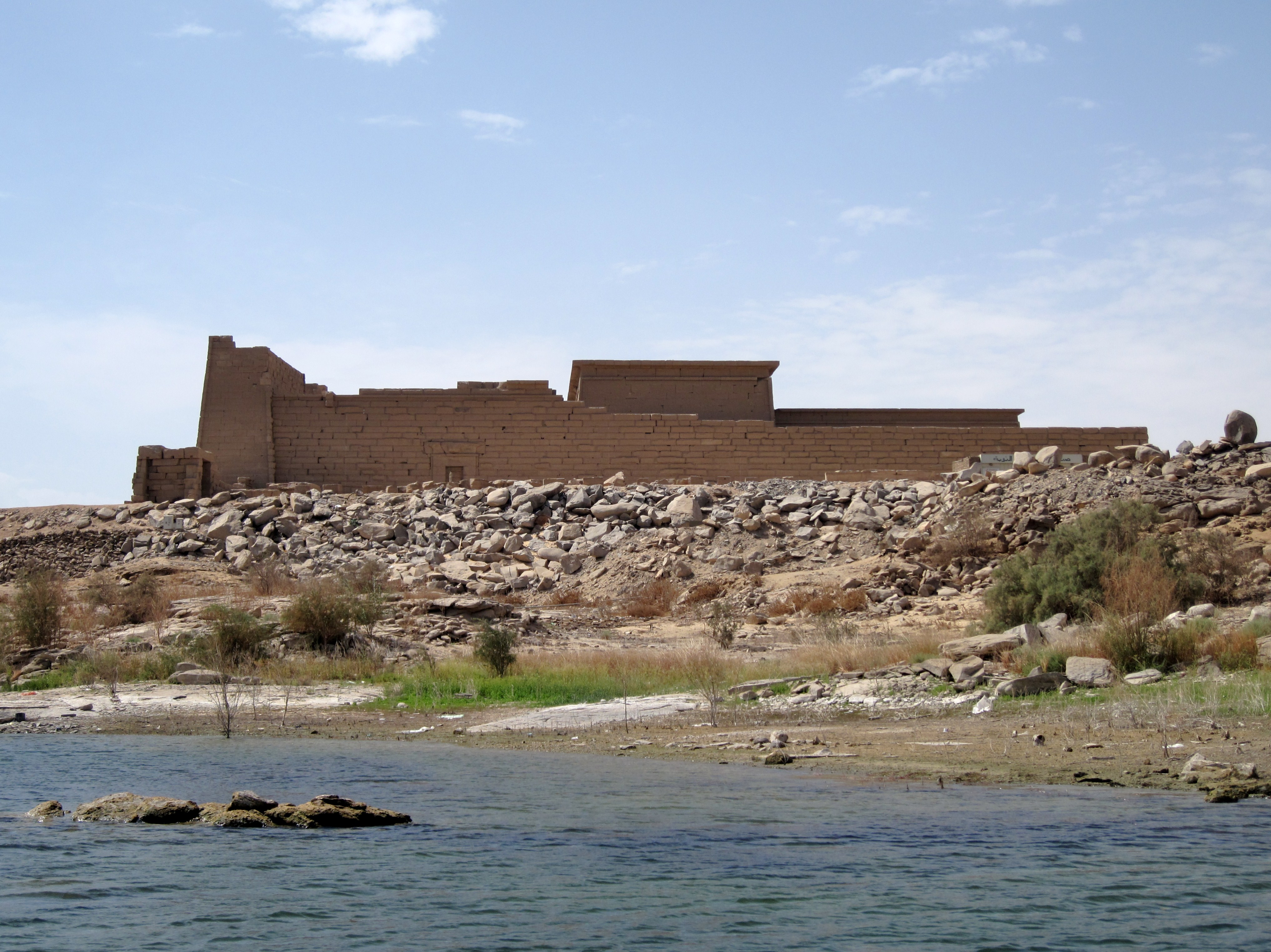

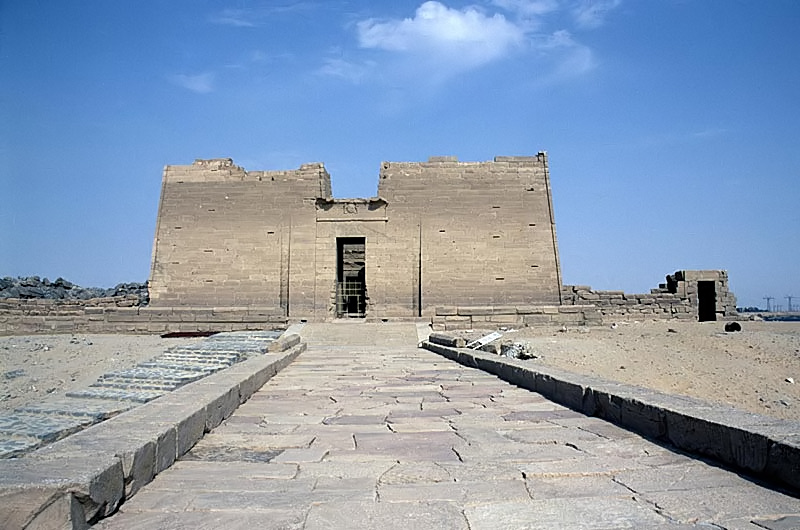

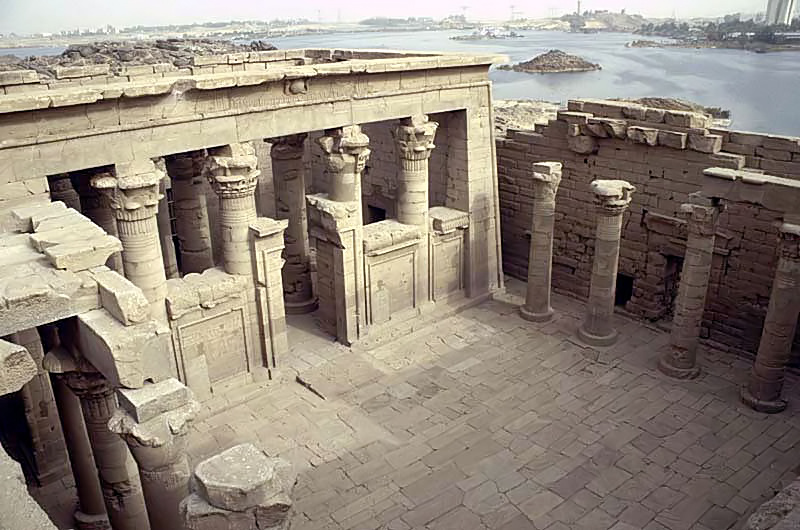

إن الموقع الحالي لمعبد كلابشة على ضفاف بحيرة ناصر ليس بالموقع الأصلي للمعبد، إذ تم نقله عام 1970 للمكان الجديد والذي أطلق عليه (كلابشة الجديدة). تضمنت عملية النقل أيضاً بعضاً من آثار النوبة المهددة بالغرق.
كُرس المعبد لعبادة الإله النوبي مندوليس إله الخصوبة والشمس عند النوبيين، وقد شرع في بناء المعبد الإمبراطور الروماني أوكتافيوس أوغسطس (30-14 قبل الميلاد). حيث اُعتبر المعبد وقتها واحد من أكبر المعابد ذات الطراز المصري النوبي. ويعتبر تصميم المعبد أكثير التصميمات شيوعاً في تلك الفترة من العصر البطلمي. حيث يحتوي على صرح، فناء مفتوح، قاعة أعمدة بالإضاف إلى ثلاثة حجرات لقدس الأقداس. ويعتقد أن المعبد شُيّد على مباني قديمة تعود لفترة حكم بطليموس التاسع وهو ما يتضح من المقصورة المعبد.
داخل الفناء والذي اكتنف يوما ما بين جنابتها صفاً من الأعمدة على ثلاثاً من جوانبها. ويوجد على الجدار الذي يفصل الفناء وقاعة الأعمدة نقش لأوريليوس بيساريون حاكم إمبوس وأسوان (حوالي 249 ميلادية)، معلن في النقش طرد الخنازير من البلدة وذلك لأغراض دينية. وبالجزء الخلفي من الممر توجد مناظر تصور أحد الملوك البطالمة يقدم قرابين لإيزيس ومندوليس. كما يوجد منظر للملك أمنحتب الثاني، الذي أسس المعبد الأصلي يصوره يقدم قرابين عبارة عن نبيذ إلى الإله مين ومندوليس.
بعد الدهليز توجد ثلاث حجرات حيث توجد ناووس المعبد، وكذلك مناظر مختلفة تظهر الملك محاطاً بآلهة مصر العليا والسفلى، حيث يوجد آمون وبتاح ومين، كما يتلقي الملك ماء التطهير المقدس من تحوت وحورس. كما توجد مناظر أخرى تصور الملك يقوم بتقديم قرابين إلى أوزيريس وإيزيس ومندوليس.